# Pseudopsodos
Pseudopsodos is een geslacht van vlinders van de familie spanners (Geometridae), uit de onderfamilie Larentiinae.

## Soorten
- P. cupreata Warren, 1905
- P. chrysopterata Snellen, 1874
- P. delicatula Maassen, 1890
- P. gemina Maassen, 1890
- P. pamphilata Warren, 1905
- P. pinara Druce, 1893
- P. placilla Druce, 1893
- P. splendens Maassen, 1890